# Liste der Gedenktafeln in Berlin-Buckow
Die Liste der Gedenktafeln in Berlin-Buckow enthält die Namen, Standorte und, soweit bekannt, das Datum der Enthüllung von Gedenktafeln.
Die Liste ist nicht vollständig.

## Buckow
| Bild | Name                | Standort                     | Datum der Enthüllung |
| ---- | ------------------- | ---------------------------- | -------------------- |
|      | Burak Bektaş        | Rudower Straße 51            |                      |
|      | Burak Bektaş        | Rudower Straße Ecke Möwenweg |                      |
|      | Breakouts           | Rudower Straße 184           |                      |
|      | Grenzöffnung        | Buckower Damm 332            |                      |
|      | Parksiedlung Spruch | Parksiedlung Spruch 88       |                      |
|      | Georg Sultan        | Rudower Straße 48            |                      |